# Arte culinária

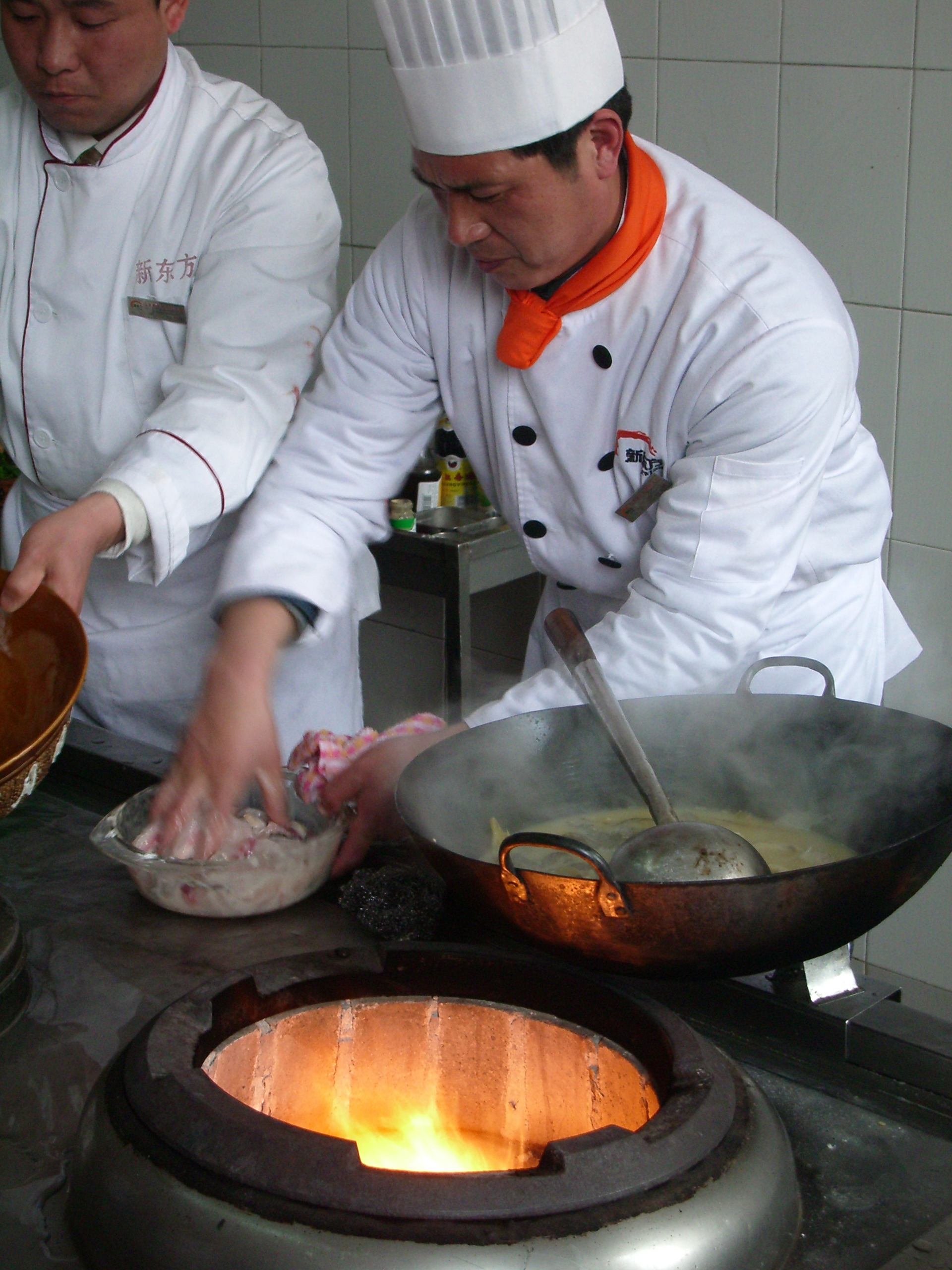
Chefs a cozinhar com um wok na China.

Arte culinária é a arte de preparar e confeccionar alimentos. A palavra “culinária” refere-se a algo relacionado com o ato de cozinhar. Um profissional de culinária é uma pessoa que trabalha nas artes culinárias. Nos restaurantes pode ser também conhecido por chefe de cozinha (chef). Os artistas culinários são responsáveis pela preparação meticulosa de refeições que são agradáveis tanto ao paladar como à vista. É-lhes cada vez mais pedido um conhecimento da ciência dos alimentos e noções de dieta e nutrição. Trabalham principalmente em restaurantes, cadeias de fast food, lojas gourmet, hospitais e outras instituições. As condições da cozinha variam consoante o tipo de negócio, restaurantes, instituições de acolhimento e lares de terceira idade, etc.

## Carreiras nas artes culinárias

### Carreiras relacionadas
Abaixo apresenta-se uma lista da grande variedade de ocupações nas artes culinárias.
- Especialistas em Consultadoria e Design - colaboração com donos de restaurantes no desenvolvimento de ementas, na disposição do espaço para refeições e o seu design, assim como serviços de protocolo.
- Gestão na área da restauração- gestão de restaurantes, refeitórios, clubes nocturnos, etc. São oferecidos diplomas e cursos na gestão na área restauração por instituições de ensino superior de todo o mundo.
- Controlo de Alimentos e Bebidas- selecção de mercadorias e compra de ingredientes para grandes hotéis, assim como gestão de armazém.
- Empreendedorismo- estudos de mercado e investimentos em negócios como padarias, restaurantes ou lojas especializadas (como chocolatarias, queijarias, etc.).
- Gestão de Alimentos e Bebidas- gestão de todos os alimentos e bebidas em hotéis e outros grandes estabelecimentos.
- Estilistas e Fotógrafos de Alimentos — trabalho para revistas, livros, catálogos e outros meios de comunicação para tornar os alimentos visualmente apelativos.
- Escritores e Críticos Gastronómicos — partilha com o público das novas tendências gastronómicas, chefs e restaurantes em jornais, revistas, blogs e livros. Destacam-se nesta área Julia Child, Craig Claiborne and James Beard.
- Investigação e Desenvolvimento no equipamento de cozinhas- desenvolvimento de novos produtos para o mercado e possibilidade de trabalho em cozinhas experimentais para publicações, cadeias de restaurantes, cadeias de produtos alimentares, entre outros.
- Vendas- apresentação de novos produtos e equipamentos relevantes para a produção e serviço alimentares a chefs e empresários.
- Formadores- ensino de princípios da arte culinária em escolas secundárias, escolas profissionais, faculdades, programas recreativos e negócios especializados (por exemplo, os cursos profissionais e recreativos de panificação e confecção de bolos no King Arthur Flour).

## Perspectiva profissional
O mercado de trabalho para os chefs de cozinha, gestores de restaurantes, dietéticos e nutricionistas é bastante alargado, com uma taxa de crescimento média. Uma educação superior com qualificações formais é cada vez mais um requisito para o sucesso nesta área. Segundo as estatísticas, 54% dos profissionais de culinária são do sexo feminino.

## Escolas Superiores de Culinária em todo o mundo

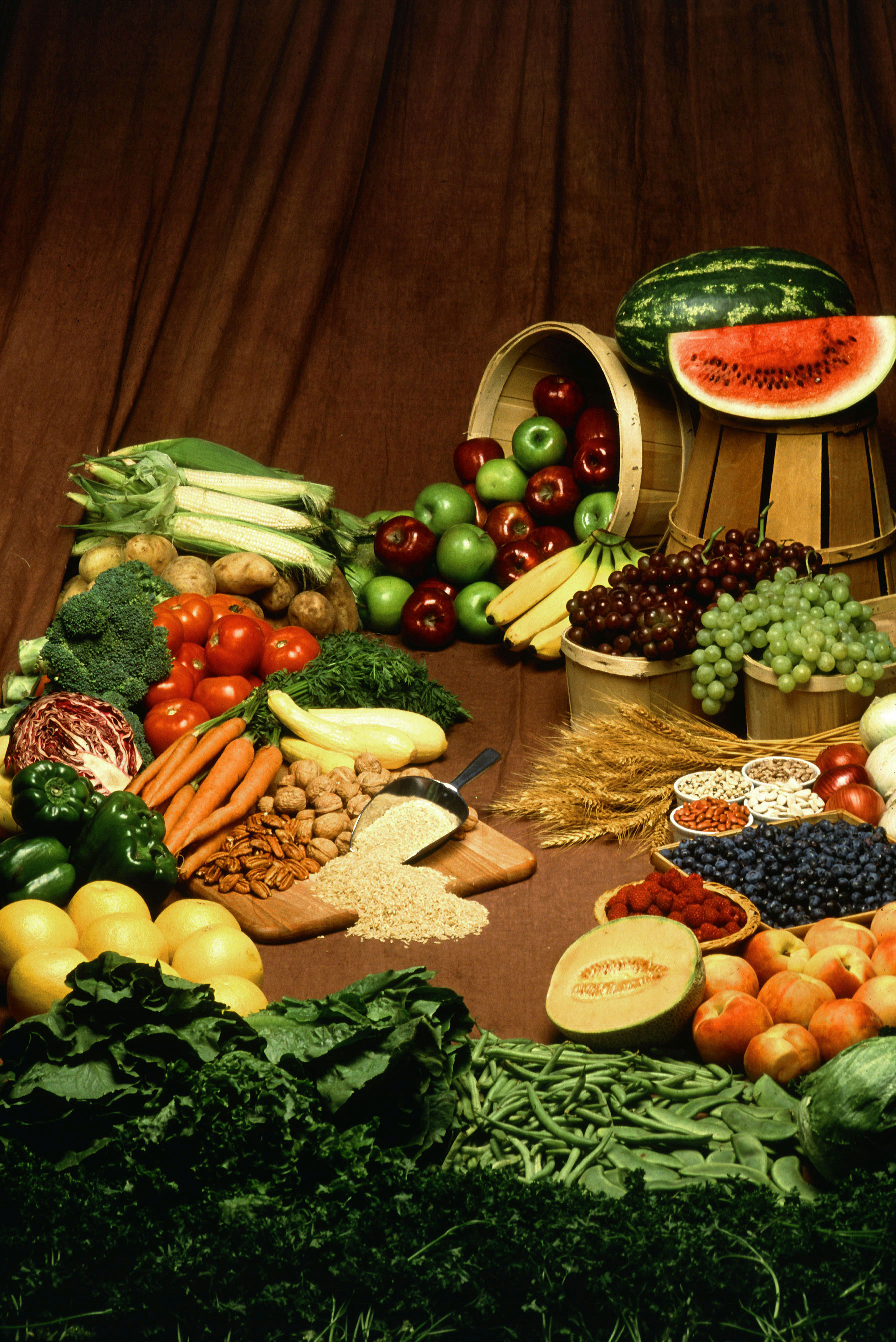
Cooking utilizes many foods.

### África
- School of Tourism and Hospitality, University of Johannesburg, África do Sul,
- «Silwood School of Cookery». , Les Commanderie Des Cordon Bleus, Rondebosch, Cidade do Cabo, África do Sul
- «The Fusion Cooking School». , Westville, Durban, África do Sul
- Mindanao State University - Iligan Institute of Techonology

### Ásia
- Center for Culinary Arts, Manila, Filipinas
- «Cilantro Culinary Academy». , Malásia
- «La Consolacion College Mendiola Manila School Of HRM». , Manila, Filipinas
- Culinary Academy Of India, Hyderabad, Índia
- «Dumaguete Academy for Culinary Arts». (DACA), Visayas, Filipinas
- «Enderun Colleges». , Manila, Filipinas
- «De La Salle-College of Saint Benilde (School of Hotel Restaurant & Institution Management)». , Manila, Filipinas
- «Global Culinary & Hospitality Academy». (GCHA), Ortigas Center, Filipinas
- «Hong Kong Culinary Academy, Penasia School of Continuing Education». , Hong Kong
- MIHCA Makati City, Filipinas
- St. Clare International Culinary, SM Fairview, Quezon City, Filipinas
- «School of Hospitality, Tourism & Culinary Arts, KDU College». , Malásia
- Sebu Institute of Culinary Arts (SICA), Visayan Federation
- «Taylor's University, School of Hospitality, Tourism & Culinary Arts». , Malásia
- United Hotel Management Academy, Vizianagaram, Andhra Pradesh, India.
- «Philippine School of Culinary Arts». , Cebu, Filipinas

### Caraíbas
- University of Technology, Jamaica
- Instituto de Banca y Comercio, Puerto Rico
- Universidad del Este, Puerto Rico

### Europa
- Apicius International School of Hospitality, Florence, Italia
- Le Cordon Bleu, Paris, France
- Culinary Arts, Cork Institute of Technology(CIT) Cork, Irlanda
- «DCT University Center». , Vitznau, Suíça
- Ecole Hôtelière du Périgord, Périgueux, França
- École des trois gourmandes, Paris, França
- HRC Culinary Academy, Escócia
- Institut Paul Bocuse, Ecully, França
- School of Culinary Arts and Food Technology, DIT, Dublin, Irlanda
- Scuola di Arte Culinaria Cordon Bleu, Florence, Itália
- Westminster Kingsway College (Londres)
- Thames Valley University (Londres)
- Colchester Institute (Colchester/Inglaterra)
- Escola Superior de Hotelaria e Turismo do Estoril (Lisboa, Portugal)

### América Latina
- Academia de Artes Culinarias de Guatemala, Guatemala.
- Centro Europeu Gastronomia, Curitiba - Brasil.

### Médio Oriente
- International Centre for Culinary Arts, Dubai (ICCA Dubai)

### América do Norte

#### Canadá
- Camosun College, (Victoria, BC)
- Canadore College (North Bay, ON)
- Le Cordon Bleu Ottawa Culinary Arts Institute, (Ottawa, ON)
- The Culinary Institute of Canada (Charlottetown, PE)
- George Brown College, (Toronto, ON)
- Institut de tourisme et d'hôtellerie du Québec (Montreal, QC)
- Liaison College (several Ontario locations, including Barrie, Brampton, Hamilton, Kitchener, Oakville and Toronto)
- Niagara Culinary Institute, Niagara College, Niagara-on-the-Lake, ON
- NSCC Canadá (Nova Scotia)
- Pacific Institute of Culinary Arts, (Vancouver, BC)
- Vancouver Community College, (Vancouver, BC)

#### Estados Unidos da América
- «International Culinary Schools». at The Art Institutes (46 locations in América do Norte)
- California School of Culinary Arts, Pasadena, California
- California State Polytechnic University, Pomona, California
- California State University Hospitality Management Education Initiative[1]
- Chattahoochee Technical College em Marietta, Georgia
- Cooking and Hospitality Institute of Chicago
- Coosa Valley Technical College; Rome, GA
- Cypress Community College Hotel, Restaurant Management, & Culinary Arts Program in Anaheim[2]
- Classic Cooking Academy, Scottsdale, Arizona
- Culinary Institute of America em Hyde Park, NY
- Culinary Institute of America at Grey Stone in St. Helena, California
- The Culinary Institute of Charleston, South Carolina
- L'Ecole Culinaire em Saint Louis, Missouri e Memphis, Tennessee
- Institute for the Culinary Arts at Metropolitan Community College, Omaha, Nebraska
- Johnson and Wales University (RI, FL, NC, CO)
- Kendall College em Chicago, Illinois
- Lincoln College of Technology
- Manchester Community College em Connecticut
- New England Culinary Institute em Vermont
- Orlando Culinary Academy
- Pennsylvania Culinary Institute
- The Restaurant School at Walnut Hill College, Philadelphia, Pennsylvania,
- Scottsdale Culinary Institute
- Secchia Institute for Culinary Education: Grand Rapids Community College, Grand Rapids, MI
- The Southeast Culinary and Hospitality College em Bristol, Virgínia
- Sullivan University Louisville, Kentucky
- Texas Culinary Academy

### Outros
- Le Cordon Bleu (locations in 20 countries)[3]

## Leitura complementar
- Beal, Eileen. Choosing a career in the restaurant industry. New York: Rosen Pub. Group, 1997.
- Institute for Research. Careers and jobs in the restaurant business: jobs, management, ownership. Chicago: The Institute, 1977.